# Тизол, Хуан

Хуан Тизол Мартинес (исп. Juan Tizol Martínez; 22 января 1900, Сан-Хуан — 23 апреля 1984, Инглвуд, Калифорния) — пуэрто-риканский тромбонист, джазовый композитор.
Родился в Пуэрто-Рико, в 1920 переехал в США. С 1929 по 1944 участвовал в оркестре Дюка Эллингтона. Именно в это время написал ставшие всемирно известными мелодии «Караван» (её часто приписывают Эллингтону) и «Perdido». Позднее сотрудничал с оркестром Гарри Джеймса в Калифорнии. В 1951 вернулся к Эллингтону, вновь расстался с ним в 1953.